# Évelyne Dress
Évelyne Dress, née le 1er août 1947 à Lyon, est une actrice, écrivaine, réalisatrice et productrice française.

## Biographie
Elle naît le 1er août 1947 dans un train arrêté en gare de Lyon-Brotteaux.
Au cinéma, on la voit comme actrice dans des films comme Et la tendresse ? Bordel ! de Patrick Schulmann, Elle boit pas, elle fume pas, elle drague pas, mais… elle cause ! de Michel Audiard, Le Solitaire de Jacques Deray avec Jean-Paul Belmondo, ou encore La Nuit de Varennes d’Ettore Scola.
Elle réalise elle-même un film en 1993 : Pas d'amour sans amour.
On la voit aussi à la télévision dans de nombreuses séries (Arsène Lupin, Les cinq dernières minutes, Maigret, Châteauvallon) ainsi qu'au théâtre (Le Marchand de Venise avec Claude Dauphin, ou Largo Desolato  d'après Vaclav Havel).
Peintre, elle a exposé deux fois au Grand Palais et a reçu des Prix et des Médailles.
C’est désormais l’écriture qui constitue son quotidien avec plusieurs romans à son actif dont Pas d’amour sans amour adapté du film qu’elle a réalisé, mais aussi des romans d’écrivain-voyageur (Les Tournesols de Jérusalem, Le Rendez-vous de Rangoon, Les Chemins de Garwolin, 5 Jours de la vie d’une Femme), des romans inspirés de ses souvenirs d’enfance (La Maison de Petichet qu’elle a adapté et qui est en cours de production, ou Mes chats et Pour l’amour du Dauphiné, deux récits autobiographiques).
Elle est aussi l’auteur de deux albums jeunesse : Luna apprend à faire des crêpes et Luna et les petits canards.

## Filmographie

### Cinéma

#### Actrice
- 1969 : Hibernatus d'Edouard Molinaro
- 1970 : Elle boit pas, elle fume pas, elle drague pas, mais... elle cause ! de Michel Audiard
- 1970 : L'Alliance de Christian de Chalonge
- 1970 : L'Île aux coquelicots de Salvatore Adamo
- 1971 : Raphaël ou le débauché de Michel Deville
- 1972 : Fusil chargé de Carlo Lombardini
- 1972 : Beau masque de Bernard Paul
- 1972 : Le Gang des otages d'Édouard Molinaro
- 1977 : Madame Claude de Just Jaeckin
- 1977 : Lamento  de Philippe Vallois
- 1979 : Le Divorcement de Pierre Barouh
- 1979 : Et la tendresse ? Bordel ! de Patrick Schulmann
- 1980 : La Flambeuse de Rachel Weinberg
- 1980 : La Petite Sirène de Roger Andrieux
- 1981 : Le Guepiot de Joska Pilissy
- 1981 : Putain d'histoire d'amour de Gilles Béhat
- 1983 : La Nuit de Varennes d'Ettore Scola
- 1983 : Sarah de Maurice Dugowson
- 1984 : Vive le fric ! de Raphaël Delpard
- 1984 : Bastille de Rudolf van den Berg
- 1986 : Le Solitaire de Jacques Deray
- 1992 : Pas d'amour sans amour d'Évelyne Dress

#### Réalisatrice
- 1992 : Pas d'amour sans amour
- 2002 : Rangoon (documentaire)

#### Productrice
- 1992 : Pas d'amour sans amour d’Évelyne Dress
- 2001 : Nuit sans lune d’Artan Minarolli

#### Scénariste
- 1992 : Pas d'amour sans amour
- 1996 : La Belle Ombre (d'après le roman de Michel Quint)
- 2023 : "Retour en Hiver" (adapté de "La maison de Petichet")

### Télévision

#### Actrice
- 1969 : Notre enfant n'est pas comme les autres (Suisse) de Hans Peter Roderer.
- 1969 : Sally (Suisse) de Marcel Hoën
- 1970 :  Un mystère par jour'' (épisode L'inconnu du vendredi) de Jean-Paul Carrère
- 1972 :  M. de Maupassant ou Le procès d'un valet de chambre de Jean-Pierre Marchand
- 1972 :  Commissaire Maigret de Claude Boissol, épisode : Maigret en meublé
- 1973 :  Le Provocateur de Bernard Toublanc-Michel
- 1973 :  Arsène Lupin, La Demeure mystérieuse de Jean-Pierre Desagnat
- 1974 :  Taxi de nuit de Jean Leduc
- 1976 :  Bonjour Paris de Joseph Drimal
- 1976 :  La Maison de vos rêves de Gérard Gozlan
- 1976 :  Ne le dites pas avec des roses de Gilles Grangier
- 1976 :  Les nouveaux vampires de Claude Barma
- 1976 :  Les Cinq Dernières Minutes, épisode Les petits d'une autre planète de Claude Loursais : Marie-Thérèse Pipmaret
- 1977 : Dossiers danger immédiat de Claude Barma
- 1978 : Claudine s'en va d'Édouard Molinaro d'après Colette
- 1979 : Un juge, un flic de Denys de La Patellière (épisode : Hélène')
- 1980 : Orient-Express de Marcel Moussy (épisode : Carré de villains)
- 1980 : Le Surmâle de Jean-Christophe Averty
- 1981 : Gaston Lapouge de Franck Apprédéris avec Eddy Mitchell, Jacques Villeret
- 1982 : Le Féminin pluriel de Marcel Camus
- 1983 : La Couleur de l'abîme de Pascal Kané
- 1984 : L'Instit (série télévisée) 20 épisodes
- 1985 : Châteauvallon (série télévisée) saison 1 épisode 14 de Paul Planchon
- 1985 : Vous êtes avec moi Victoria de Claude Barma
- 1986 : L'amour à la lettre de Gérard Gozlan
- 1986 : Florence ou la vie de château de Serge Korber
- 1986 : Pour qui sonne le jazz '' (Les cinq dernières minutes II)  de Marcel Camus
- 1987 : Les Cinq Dernières Minutes, épisode Une paix royale de Gérard Gozlan
- 1988 : Maguy, épisode "La Clef des mensonges" (Patricia) (épisode du 28 février 1988)
- 1988 : Les Cinq Dernières Minutes Pour qui sonne le jazz de Gérard Gozlan
- 1988 : Sentiments : Le Bord des larmes de Jacques Fansten
- 1989 : Nick chasseur de têtes de Jacques Doniol-Valcroze (série télévisée)
- 1989 : Les Cinq Dernières Minutes : Les Chérubins ne sont pas des anges de Jean-Pierre Desagnat

## Théâtre

### Actrice
- 1971-1972 : Oh! Calcutta! à l’Élysée Montmartre
- 1972 : Le Marchand de Venise théâtre Édouard VII, avec Claude Dauphin
- 1979 : Danse toujours, tu m'intéresses au théâtre des Mathurins
- 1973 : Le Quichotte, Cour d'honneur du festival d'Avignon, avec Rufus
- 1974 : Le Menteur, Théâtre Montansier
- 1977 à 1978 : Plantons sous la suie (comédie musicale) au Café de la gare
- 1986 : Largo desolato de Václav Havel au théâtre La Bruyère
- 1989 : Le Boucher d'Alina Reyes au Bataclan, avec Rufus

### Productrice
- 1989 : Le Boucher d'Alina Reyes au Bataclan, avec Rufus

## Publications
- Les silences de Venise (Roman)
  - Glyphe, 2025  (ISBN 978-2-35285-161-5)
- Je veux peindre et aimer (Roman)
  - Glyphe, 2023  (ISBN 978-2-35285-145-5)
- Cinq jours de la vie d’une femme (Roman)
  - Glyphe, 2022  (ISBN 978-2-35285-138-7)
- Pour l’amour de... Le Dauphiné (Récit) 
  - Magellan & Cie, 2021  (ISBN 978-2-350-74603-6)
- Mes chats (Récit)
  - Glyphe, 2021  (ISBN 978-2-35285-124-0)
- Les Chemins de Garwolin (Roman)
  - Glyphe, 2016  (ISBN 978-2-35285-097-7)
    - Prix du Roman- Salon du livre d'Aumale- 2016
- Le Rendez-vous de Rangoon (Roman) 
  - Alphée-Jean-Paul Bertrand, 2009  (ISBN 978-2753804807)
  - Glyphe, 2016  (ISBN 978-2-35815-187-0)
- Les Tournesols de Jérusalem (Roman)  
  - Plon, 2001  (ISBN 2259185150)
  - Pocket, 2004  (ISBN 9782266147309)
  - Le grand livre du mois, 2001  (ISBN 978-2-7028-4625-4)
  - Glyphe, 2016  (ISBN 978-2-35815-188-7)
- La Maison de Petichet (Roman) ; réédité chez Pocket sous le titre Fort comme l’amour  
  - Plon, 1999  (ISBN 9782259181761)
  - Pocket, 2003  (ISBN 9782266134958)
  - Glyphe, 2017  (ISBN 978-2-35815-224-2)
- Pas d'amour sans amour  (Roman) 
  - Plon, 1993 (BNF 35607610)
  - Pocket, 2002 (BNF 38864648)
  - Glyphe, 2018 (ISBN 978-2-35815-247-1)

## Artiste peintre

### Expositions
- 2024 : Exposition à l'espace Montaigne Estate, 75008
- 2022 : Exposition à l'Atelier Gustave, 75014
- 1990 : invitée d'honneur à Épinay-sous-Sénart
- 1990 : invitée d'honneur à Mennecy[3]
- 1989 : exposition personnelle à Fayence
- 1989 : salon des indépendants au Grand Palais (Paris)
- 1988 : académie internationale de Lutèce : médaille de vermeil
- 1988 : salon révélation à La Défense
- 1988 : salon des indépendants au Grand Palais (Paris)
- 1987 : académie internationale de Lutèce : médaille d'argent

## Distinctions
- Pas d'amour sans amour : sélectionné pour les Golden Globes en 1994 ; Grand Prix du jury au Festival International de Prague ; Grand Prix du Festival du Film au Féminin de Marseille
- Nuit sans lune : sélectionné au Festival du Film méditerranéen de Montpellier en 2004